# Regionalwahl in Kalabrien 1970
Die Regionalwahl in Kalabrien 1970 fand am 7. und 8. Juni statt.

## Wahlergebnis
| Listen            | Listen                                           | Stimmen   | %    | Mandate |
| ----------------- | ------------------------------------------------ | --------- | ---- | ------- |
|                   | Democrazia Cristiana                             | 374.215   | 39,7 | 17      |
|                   | Partito Comunista Italiano                       | 218.845   | 23,2 | 10      |
|                   | Partito Socialista Italiano                      | 132.898   | 14,1 | 6       |
|                   | Movimento Sociale Italiano                       | 59.607    | 6,3  | 2       |
|                   | Partito Socialista Unitario                      | 48.153    | 5,1  | 2       |
|                   | Partito Repubblicano Italiano                    | 38.812    | 4,1  | 1       |
|                   | Partito Socialista Italiano di Unità Proletaria  | 37.381    | 4,0  | 1       |
|                   | Partito Liberale Italiano                        | 25.197    | 2,7  | 1       |
|                   | Partito Democratico Italiano di Unità Monarchica | 4.067     | 0,4  | –       |
|                   | Partito Comunista d’Italia (marxista-leninista)  | 2.696     | 0,3  | –       |
| Gesamt            | Gesamt                                           | 941.871   | 100  | 40      |
|                   |                                                  |           |      |         |
| Ungültige Stimmen | Ungültige Stimmen                                | 67.354    | 6,7  |         |
| Wähler            | Wähler                                           | 1.009.225 | 81,9 |         |
| Wahlberechtigte   | Wahlberechtigte                                  | 1.232.696 |      |         |